# The White Lotus
The White Lotus, ou Le Lotus blanc au Québec, est une série télévisée américaine d'anthologie créée, écrite et réalisée par Mike White et diffusée depuis le 11 juillet 2021 sur HBO et en simultanée sur HBO Canada au Canada.
La série est une satire de la haute société américaine, en villégiatures dans des hôtels palace. Elle est aussi une comédie noire sur les mœurs. Chaque saison se déroule dans un des hôtels de la chaîne fictive, The White Lotus.
En France, la série est diffusée depuis le 12 juillet 2021 sur OCS pour les deux premières saisons, puis sur Max à partir de la troisième. En Belgique, elle est également diffusée depuis le 12 juillet 2021 sur BeTV pour les deux premières saisons, puis sur HBO Max à partir de la troisième. Au Québec, elle est diffusée depuis le 15 juillet 2021 sur Super Écran et en clair depuis le 21 juin 2022 sur Vrak, et en Suisse, depuis le 14 mars 2022 sur RTS Un.

## Synopsis
La série suit les vacances de divers clients d'un hôtel de luxe fictif The White Lotus pendant une semaine. Mais chaque jour qui passe, alors qu'ils se détendent et se ressourcent au paradis, une complexité plus sombre émerge chez ces voyageurs parfaits.
La première saison se déroule à Hawaii, la seconde en Sicile et la troisième en Thaïlande.

## Distribution

### Acteurs principaux
Note : Le tableau suivant répertorie uniquement les acteurs principaux, classés en fonction du nombre d'épisodes dans lesquels ils ont joué
Légende :
En vert = Acteurs ayant le statut de personnages principaux
En rouge = Acteurs ayant eu le statut de personnages récurrents avant d'obtenir le statut de personnage principal.
En bleu = Acteurs ayant eu ou possédant ensuite le statut de personnage invité.
| Acteur                   | VF                   | Personnage                | Saison 1   | Saison 2   | Saison 3   |
| ------------------------ | -------------------- | ------------------------- | ---------- | ---------- | ---------- |
| Murray Bartlett          | Maurice Decoster     | Armond                    | Principal  |            |            |
| Connie Britton           | Emmanuèle Bondeville | Nicole Mossbacher         | Principale |            |            |
| Jennifer Coolidge        | Martine Irzenski     | Tanya McQuoid             | Principale | Principale |            |
| Alexandra Daddario       | Ludivine Maffren     | Rachel Patton             | Principale |            |            |
| Fred Hechinger           | Benjamin Bollen      | Quinn Mossbacher          | Principal  |            |            |
| Jake Lacy                | Damien Ferrette      | Shane Patton              | Principal  |            |            |
| Brittany O'Grady (en)    | Victoria Grosbois    | Paula                     | Principale |            |            |
| Natasha Rothwell         | Laura Zichy          | Belinda Lindsey           | Principale |            | Principale |
| Sydney Sweeney           | Elsa Davoine         | Olivia Mossbacher         | Principale |            |            |
| Steve Zahn               | Vincent Ropion       | Mark Mossbacher           | Principal  |            |            |
| Molly Shannon            | Isabelle Ganz        | Kitty Patton              | Principale |            |            |
| Jon Gries                | Pierre Laurent       | Greg Hunt / Gary          | Récurrent  | Principal  | Principal  |
| F. Murray Abraham        | Philippe Catoire     | Bert Di Grasso            |            | Principal  |            |
| Adam DiMarco             | Maxime Baudouin      | Albie Di Grasso           |            | Principal  |            |
| Meghann Fahy             | Marie Tirmont        | Daphne Sullivan           |            | Principale |            |
| Beatrice Grannò (en)     | Léopoldine Serre     | Mia                       |            | Principale |            |
| Tom Hollander            | Arnaud Arbessier     | Quentin                   |            | Principal  |            |
| Sabrina Impacciatore     | Nathalie Karsenti    | Valentina                 |            | Principale |            |
| Michael Imperioli        | Emmanuel Gradi       | Dominic Di Grasso         |            | Principal  |            |
| Theo James               | Anatole de Bodinat   | Cameron Sullivan          |            | Principal  |            |
| Aubrey Plaza             | Alice Taurand        | Harper Spiller            |            | Principale |            |
| Haley Lu Richardson      | Leslie Lipkins       | Portia                    |            | Principale |            |
| Will Sharpe              | Adrien Larmande      | Ethan Spiller             |            | Principal  |            |
| Simona Tabasco           | Anaïs Delva          | Lucia Greco               |            | Principale |            |
| Leo Woodall              | Fabrice Trojani      | Jack                      |            | Principal  |            |
| Leslie Bibb              | Pamela Ravassard     | Kate Bohr                 |            |            | Principale |
| Carrie Coon              | Audrey Sourdive      | Laurie Duffy              |            |            | Principale |
| Walton Goggins           | Gilduin Tissier      | Rick Hatchett             |            |            | Principal  |
| Sarah Catherine Hook     | Emmylou Homs         | Piper Ratliff             |            |            | Principale |
| Jason Isaacs             | Bernard Gabay        | Timothy Ratliff           |            |            | Principal  |
| Lalisa Manobal           | Lila Lacombe         | Thidapon « Mook » Sornsin |            |            | Principale |
| Michelle Monaghan        | Ingrid Donnadieu     | Jaclyn Lemon              |            |            | Principale |
| Sam Nivola               | Tom Trouffier        | Lochlan Ratliff           |            |            | Principal  |
| Lek Patravadi (en)       | Dominique Vallée     | Sritala Hollinger         |            |            | Principale |
| Parker Posey             | Hélène Bizot         | Victoria Ratliff          |            |            | Principale |
| Patrick Schwarzenegger   | Romain Altché        | Saxon Ratliff             |            |            | Principal  |
| Tayme Thapthimthong (en) | Éric Khanthavixay    | Gaitok                    |            |            | Principal  |
| Aimee Lou Wood           | Audrey Sablé         | Chelsea                   |            |            | Principale |

### Acteurs récurrents

#### Saison 1
- Lukas Gage (VF : Romain Altché) : Dillon
- Kekoa Kekumano (VF : Juan Llorca) : Kai
- Alec Merlino (VF : Florent Pochet) : Hutch
- Jolene Purdy (VF : Diane Kristanek) : Lani

#### Saison 2
- Federico Ferrante (VF : Benjamin Lhommas) : Rocco
- Eleonora Romandini (VF : Myrddrina Antoni) : Isabella
- Federico Scribani Rossi : Giuseppe
- Francesco Zecca : Matteo
- Paolo Camilli (it) : Hugo
- Bruno Gouery (VF : Françoua Garrigues) : Didier
- Nicola Di Pinto (en) : Tommas
- Laura Dern (VF : Marion Posta) : Abby (voix originale)

#### Saison 3
- Charlotte Le Bon (VF : Léovanie Raud) : Chloé
- Sam Rockwell (VF : Damien Boisseau) : Frank
- Scott Glenn (VF : Philippe Dumond) : Jim Hollinger
- Arnas Fedaravicius (en) (VF : Sydney Taieb) : Valentin
- Christian Friedel (VF : Yoann Sover) : Fabian
- Dom Hetrakul (VF : Tony Marot) : Pornchai
- Nicholas Duvernay (VF : Geoffrey Loval) : Zion Lindsey
- Morgana O'Reilly (en) (VF : Vanessa Van-Geneugden) : Pam
- Shalini Peiris (VF : Aurélie Konaté) : Amrita
- Julian Kostov (en) (VF : Lucas Williams) : Alexei
- Yuri Kolokolnikov (VF : Christophe Desmottes) : Vlad
- Suthichai Yoon (en) : Luang Por Teera
- Yothin Udomsanti : Pee Lek
- Ke Huy Quan : Kenneth « Kenny » Nguyen (voix originale)
- Scott Galloway (en) : Chuck (voix originale)
- Rob Carlton (en): Rupert

 Source et légende : version française (VF) sur RS Doublage

## Production

### Développement
Le 18 novembre 2022, la série est renouvelée pour une troisième saison.
En janvier 2025, avant la mise en ligne de la saison 3 prévue pour le 17 février 2025, HBO commande une quatrième saison.

### Tournage
Le tournage de la première saison a eu lieu d'octobre à décembre 2020 à Hawaï, notamment à Maui au Four Seasons Resort Maui (en),.
Le tournage de la deuxième saison a débuté fin février 2022 au Four Seasons San Domenico Palace à Taormine en Italie.
Le tournage de la troisième saison s'est déroulé en Thaïlande.

### Censure
Afin d'être diffusé en Russie et à cause de la loi fédérale russe no 135-ФЗ, le service de streaming Amediateka (uk) a retiré toute mention de l'homosexualité en changeant des dialogues et retirant des scènes de la deuxième saison.

## Épisodes

### Première saison (2021)

#### Épisode 1:Les Arrivées
- États-Unis : 11 juillet 2021 sur HBO
- France : 12 juillet 2021 sur OCS
- Suisse : 14 mars 2022 sur RTS Un

#### Épisode 2:Un jour nouveau
- États-Unis : 18 juillet 2021 sur HBO
- France : 19 juillet 2021 sur OCS
- Suisse : 14 mars 2022 sur RTS Un

#### Épisode 3:Le Mystère primate
- États-Unis: 25 juillet 2021 sur HBO
- France : 26 juillet 2021 sur OCS
- Suisse : 21 mars 2022 sur RTS Un

#### Épisode 4:Recentrage
- États-Unis : 1er août 2021 sur HBO
- France : 2 août 2021 sur OCS
- Suisse : 21 mars 2022 sur RTS Un

#### Épisode 5:Les Mangeurs de lotus
- États-Unis : 8 août 2021 sur HBO
- France : 9 août 2021 sur OCS
- Suisse : 28 mars 2022 sur RTS Un

#### Épisode 6:Départs
- États-Unis : 15 août 2021 sur HBO
- France : 16 août 2021 sur OCS
- Suisse : 29 mars 2022 à 0 h 10 sur RTS Un

### Deuxième saison (2022)
Le 10 août 2021, la série est renouvelée pour une deuxième saison. Elle suit un autre groupe de vacanciers, dans une propriété du groupe White Lotus à Taormine,.
Les nouveaux acteurs intégrant la deuxième saison sont notamment : F. Murray Abraham, Adam DiMarco, Tom Hollander et Haley Lu Richardson.

#### Épisode 1:Ciao
- États-Unis : 30 octobre 2022 sur HBO
- France : 31 octobre 2022 sur OCS
- Suisse : 28 novembre 2022 sur RTS Un

#### Épisode 2:Le Rêve italien
- États-Unis : 6 novembre 2022 sur HBO
- France : 7 novembre 2022 sur OCS
- Suisse : 28 novembre 2022 sur RTS Un

#### Épisode 3:L'Éléphant mâle
- États-Unis : 13 novembre 2022 sur HBO
- France : 14 novembre 2022 sur OCS
- Suisse : 5 décembre 2022 sur RTS Un

#### Épisode 4:Fêtes et conséquences
- États-Unis : 20 novembre 2022 sur HBO
- France : 21 novembre 2022 sur OCS
- Suisse : 5 décembre 2022 sur RTS Un

#### Épisode 5:C'est ça, l'amore
- États-Unis : 27 novembre 2022 sur HBO
- France : 28 novembre 2022 sur OCS
- Suisse : 12 décembre 2022 sur RTS Un

#### Épisode 6:Enlèvements
- États-Unis : 4 décembre 2022 sur HBO
- France : 5 décembre 2022 sur OCS
- Suisse : 12 décembre 2022 sur RTS Un

#### Épisode 7:Arrivederci
- États-Unis : 11 décembre 2022 sur HBO
- France : 12 décembre 2022 sur OCS
- Suisse : 17 décembre 2022 sur RTS Un

### Troisième saison (2025)
La saison 3 est mise en ligne sur les plateformes de streaming le 17 février 2025.

## Distinctions

### Récompenses
- AACTA Awards (AACTA Awards 2022[16] : 
  - Meilleure série comique
  - Meilleur acteur pour Murray Bartlett
- Critics' Choice Television Awards 2022[17] : 
  - Meilleur acteur dans un second rôle dans une mini-série ou un téléfilm pour Murray Bartlett
  - Meilleure actrice dans un second rôle dans une mini-série ou un téléfilm pour Jennifer Coolidge
- Society of Composers & Lyricists Awards (en) 2022[18] :
  - Meilleure musique originale pour une production télévisée composée par Cristobal Tapia de Veer
- Primetime Emmy Awards 2022[19] : 
  - Meilleure mini-série ou téléfilm
  - Meilleur acteur dans un second rôle dans une mini-série ou un téléfilm pour Murray Bartlett
  - Meilleure actrice dans un second rôle dans une mini-série ou un téléfilm pour Jennifer Coolidge
  - Meilleure réalisation pour une mini-série ou un téléfilm pour Mike White
  - Meilleur scénario pour une mini-série ou un téléfilm pour Mike White
- Golden Globes 2023 :
  - Meilleure mini-série ou du meilleur téléfilm
  - Meilleure actrice dans un second rôle dans une mini-série, une anthologie ou un téléfilm pour Jennifer Coolidge

### Nominations
- Golden Globes 2023 : 
  - Meilleur acteur dans un second rôle dans une mini-série, une anthologie ou un téléfilm pour F. Murray Abraham
  - Meilleure actrice dans un second rôle dans une mini-série, une anthologie ou un téléfilm pour Aubrey Plaza